# Campanula engurensis
Campanula engurensis là loài thực vật có hoa trong họ Hoa chuông. Loài này được Kharadze mô tả khoa học đầu tiên năm 1938.